# 航研通り
航研通り（こうけんどおり）は、東京都渋谷区神山町と同区上原を結ぶ渋谷区道の通称。東京都都市計画道路補助54号線に指定されている。
東京大学駒場キャンパスの裏を通り、渋谷区と目黒区の区境となる道路である。旧版地図等によると、三田用水（現在は廃止）に沿う道路が原型で、同用水が暗渠化されてほぼ現在の形になった。

## 経路
東大裏交差点 山手通り

|

（東京大学教養学部裏）

|

（東京大学先端科学技術研究センター前）

|

三角橋交差点 東京都道420号鮫洲大山線

沿道は共同住宅が多い。また、東大駒場キャンパスは、駒場Iキャンパス（教養学部など）が裏門側である（正門は京王井の頭線駒場東大前駅の前にある）のに対し、駒場IIキャンパス（先端科学技術研究センター、生産技術研究所）は正門が航研通りに面している。
全区間を京王バス・渋55系統：渋谷駅 - 東北沢駅、渋65系統：渋谷駅 - 東北沢駅 -笹塚駅（循環）が通る。

## 幅員
計画幅員は15m。現行幅員も15mであり、完成している。

## 名称について

### 由来
1930年代から1960年代まで、沿道に東大航空研究所（現・宇宙科学研究所）があったことから、航研通りと呼ばれるようになった。今日、沿道では、特段の名称表示は殆ど見られなくなっているが、ここではこの名称を用いる。なお、航空研究所のあった場所は現在は東京大学駒場IIキャンパスとなっている。

### 別名
別名コスモス通りともいう。1970年代から1980年代まで、沿道に東大宇宙航空研究所（航空研究所の後身、現・宇宙科学研究所）があったことから、宇宙（コスモ）と掛けて、コスモス通りと命名された。